# Данилець Микола Володимирович
Мико́ла Володи́мирович Даниле́ць — старший солдат Збройних сил України, учасник російсько-української війни, що загинув у ході російського вторгнення в Україну.

## Життєпис
Народився 17 березня 1999 року в с. Новий Поділ на Чернігівщині.
Проходив військову службу в підрозділі 17 ОТБр, старший солдат.
Загинув 13 березня 2022 року під час виконання бойового завдання в ході відбиття російського вторгнення в Україну (місце — не уточнено).

## Нагороди
- Орден «За мужність» III ступеня (2022, посмертно) — за особисту мужність і самовіддані дії, виявлені у захисті державного суверенітету та територіальної цілісності України, вірність військовій присязі.